# Adelina Dalesio de Viola
Adelina Inés Dalesio de Viola (Buenos Aires; 23 de junio de 1950) es una política argentina, perteneciente a la UCeDé y exfuncionaria del Gobierno de Carlos Menem.

## Biografía
En 1971 contrajo matrimonio con el contador Carlos Viola, con quien tuvo cinco hijos. Dos años después dejó sus estudios en la Facultad de Derecho e instaló un negocio de ropa de cuero en el centro de Buenos Aires.
Condujo un programa de televisión emitido por el canal ATC (televisora estatal) junto a Liliana Caldini.

### Trayectoria política
En 1983 fue elegida concejal por la ciudad de Buenos Aires a través de la Ucedé (Unión de Centro Democrático). Por el mismo partido sería electa diputada nacional.
Durante su mandato legislativo propuso la eliminación de las jubilaciones de privilegio para intendentes y funcionarios locales y la privatización del teatro Colón.
En los años noventa fue una de las caras del liberalismo en Argentina.
El 28 de agosto de 1991 fue designada subsecretaria del Ministerio del Interior, en una ceremonia que contó con la presencia del exvicepresidente de facto Isaac Rojas.
En febrero de 1993 fue nombrada presidenta del Banco Hipotecario Nacional, pero un año después fue denunciada por el radical Rodolfo Terragno por haber transferido unos 200 millones de dólares a bancos de las islas Caimán (reconocida cueva fiscal). La causa no prosperó y fue sobreseída en 1998.
En 1994 fundó su consultora. En 1999 dio su apoyo al fallido proyecto de "relección" de Menem para un tercer mandato.

### Controversias
A fines de 2001 fue investigada por enriquecimiento ilícito, dado el incremento en su patrimonio personal entre 1996 y 1997. Junto con su marido Carlos Viola, fueron investigados en la misma causa por omitir datos en sus declaraciones juradas de bienes. Según la denuncia de la Oficina Anticorrupción ―firmada por su titular, José Massoni―, entre 1996 y 1997 el patrimonio de Viola se incrementó en un 600 %, producto de ganancias exentas.
Enfrentó también una causa judicial por sobresueldos. Según una investigación judicial, el Estado provincial de San Luis habría tercerizado por adjudicación directa el cobro de servicios públicos por 24 millones de dólares, donde los principales beneficiados habrían sido la firma de Adelina Dalesio y su marido.
En 2005, cuando el obispo Rafael Rey denunció que el gobierno de Carlos Menem (1989-99) le entregaba a varios obispos de la Iglesia católica unos 0,3 millones de dólares mensuales para acallar sus críticas por la situación económica[cita requerida], Dalesio de Viola fue investigada por el reparto de suplementos salariales durante ese Gobierno desde el Ministerio del Interior en 1991-1992.
También desde 2003, Dalesio de Viola quedó envuelta en denuncias de corrupción por el cobro de sobresueldos y enriquecimiento ilícito entre 1995 y 1997. También fue investigada en su rol de  ex interventora en el Banco Hipotecario Nacional (BHN) junto a su marido y Carlos Viola, serán investigados por enriquecimiento ilícito y por haber omitido consignar datos en sus declaraciones juradas de bienes.
En 2012, la Cámara Federal la procesó junto al gobernador de Córdoba Juan Schiaretti por cobro de sobresueldos durante el menemismo, entre otros funcionarios, y le impuso a Dalesio un embargo por 145 000 pesos. En 2017 Viola se vio involucrada en los Panama Papers junto a su hija Valeria Claudia Viola –quien en 2018 había sido nombrada por el entonces Jefe de Gabinete Marcos Peña y el Ministro del Interior (Rogelio Frigerio) como “Directora de Asistencia Institucional Regional"– y sus otros hijos como titulares de una cuenta Offshore con jurisdicción en las Islas Vírgenes, la cual fue creada en 2012 y que figura como activa.